# Шерве (Об)
Шерве (фр. Chervey) насеље је и општина у североисточној Француској у региону Шампањ-Арден, у департману Об која припада префектури Троа.
По подацима из 2011. године у општини је живело 181 становника, а густина насељености је износила 13,63 становника/km². Општина се простире на површини од 13,28 km². Налази се на средњој надморској висини од 210 метара.

## Демографија
| 1962. | 1968. | 1975. | 1982. | 1990. | 1999. | 2011. |
| ----- | ----- | ----- | ----- | ----- | ----- | ----- |
| 200   | 208   | 192   | 185   | 165   | 198   | 181   |

График промене броја становника у току последњих година